# Konrad Stäheli
Konrad Stäheli, 17. prosince 1866 Egnach- 5. listopadu 1931 St. Gallen, byl švýcarský sportovní střelec přelomu 19. a 20. století. Žil v St. Gallenu. Na 2. letních olympijských hrách 1900 v Paříži získal tři zlaté a jednu bronzovou medaili.
Největším Stäheliho úspěchem jsou však bezesporu neoficiální jubilejní „mezihry“, které se uskutečnily roku 1906 v Athénách, kde získal dvě zlaté, dvě stříbrné a jednu bronzovou medaili. Tyto výsledky se však do historie oficiálních olympiád nezapočítávají.

## Konrad Stäheli na 2. olympijských hrách v Paříži

### Armádní puška 300 m - kombinace

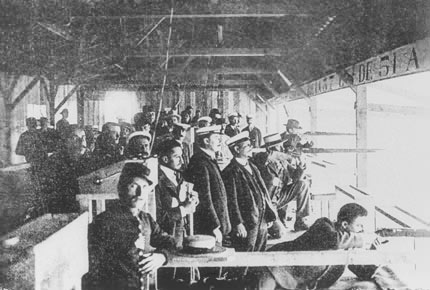
Soutěž ve střelbě armádní puškou 1900

Soutěže se účastnilo 30 střelců ze 6 zemí. Soutěž se uskutečnila od 3. do 5. srpna 1900. Zvítězil Emil Kellenberger ze Švýcarska (930 b.) před A. P. Nielsenem z Dánska, o třetí místo se dělili Nor Ole Östmo a Belgičan van Asbroeck. Konrad Stäheli se dělil o deváté místo s M. Ravenswaaijem z Nizozemska výkonem 881 b.

### Armádní puška 300 m - vstoje
Soutěže se účastnilo 30 závodníků ze šesti zemí. Byla to vlastně dílčí disciplína předchozí soutěže, jejíž výsledky se počítaly do celkového výkonu ve třech polohách, zároveň se za ni udělovaly medaile. Vstoje střílel nejlépe Lars Jörgen Madsen z Dánska (305 b.), druhý byl Östmo z Norska, třetí Charles Paumier du Verger z Belgie. Konrad Stäheli se dělil o 14. místo výkonem 272 b. s Nizozemcem Ravenswaaijem.

### Armádní puška 300 m - vkleče
Druhá disciplína střelecké puškařské kombinace se započítávala také do jejího celkového pořadí, zároveň 30 účastníků ze šesti zemí dostávalo i za tuto disciplínu medaile. Konrad Stäheli byl výrazně nejlepší (o deset bodů) s výkonem 324 b., když o druhé místo se dělil jeho krajan Kellenberger a Dán Anders Peter Nielsen.

### Armádní puška 300 m - vleže
Naději na úspěch v celkové kombinaci ztratil Konrad Stäheli ve střelbě vleže. Mezi 30 závodníky ze šesti zemí byl nejlepší Francouz Achille Paroche (332 b.) před A. P. Nielsenem z Dánska, třetí byl Nor Östmo. Stäheli s výkonem 285 b. se dělil až o 23. místo se svým krajanem Grütterem.

### Armádní puška 300 m - 3 polohy družstva
Soutěž puškařů na tři polohy byla zároveň i soutěží šesti zúčastněných družstev, která byla pětičlenná. Zcela přesvědčivě zvítězilo Švýcarsko ve složení Emil Kellenberger, Franz Böckli, Konrad Stäheli, Louis-Marc Richardet a Alfred Grüter, výkon 4399 b. Druzí byli Norové, kteří zaostali o 109 b., třetí byla domácí Francie.

### Libovolná pistole 50 m
Na start se postavilo 1. srpna 1900 20 závodníků ze 4 zemí. I v této soutěži, která byla zároveň i soutěží družstev, dominovali Švýcaři. Zvítězil Konrad Röderer s 503 b., druhý byl Francouz Achille Paroche, třetí Konrad Stäheli s 453 body.

### Libovolná pistole 50 m - družstva
Součet bodových zisků pěti závodníků z každé zúčastněné země v soutěži jednotlivců určil pořadí soutěže družstev. Švýcarsko, ve složení Konrad Röderer, Konrad Stäheli, Louis-Marc Richardet, Friedrich Lüthi a Paul Probst zvítězilo se ziskem 2271 b. Druhá skončila Francie, třetí Nizozemsko.